# Kundralli, Shirhatti
Kundralli là một làng thuộc tehsil Shirhatti, huyện Gadag, bang Karnataka, Ấn Độ.